# Гринчишина Євгенія Павлівна
Євгенія Павлівна Гринчишина (нар. 1919, село Коропець, тепер смт. Монастириського району Тернопільської області — ?) — українська радянська діячка, інспектор Коропецького районного відділу державного (соціального) забезпечення Тернопільської області. Депутат Верховної Ради УРСР 2-го скликання.

## Життєпис
Народилася у бідній селянській родині. З дванадцятирічного віку працювала сільськогосподарською робітницею на поміщицьких землях.
Після окупації Західної України радянськими військами у вересні 1939 року брала активну участь у сприянні становленню радянської влади в Коропецькому районі. У 1940 році вступила до комсомолу.
У 1940—1941 роках — колгоспниця колгоспу імені Молотова села Тростянець Коропецького району Тернопільської області. Під час німецько-радянської війни була вивезена німецькою владою на роботу в Німеччину. Важко захворівши, повернулася на Тернопільщину.
У 1944—1946 роках — голова сільської ради села Коропець Коропецького району Тернопільської області. Член ВКП(б) з 1946 року.
З 1946 року — інспектор відділу державного (соціального) забезпечення Коропецької районної ради депутатів трудящих Тернопільської області.